# Spårvägar i Sverige

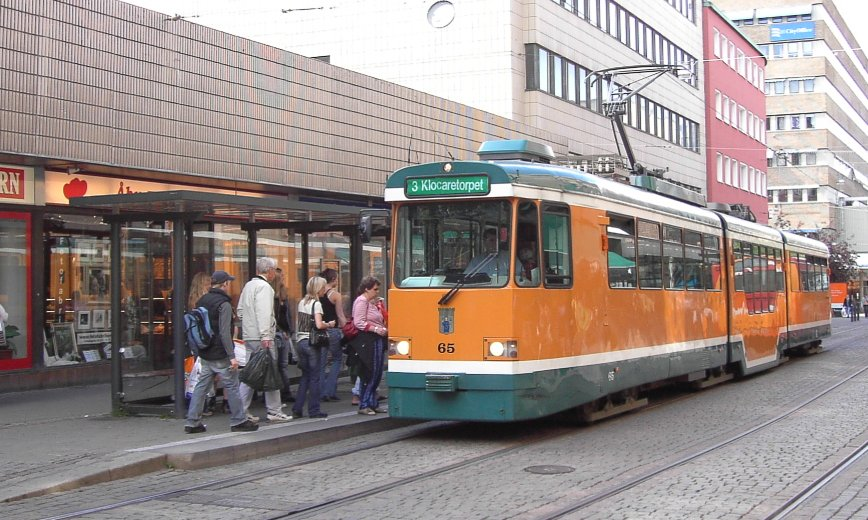
En spårvagn av modell Düwag GT8 på Linje 3 mot Klockaretorpet vid Söder Tull i Norrköping

Den här artikeln behandlar historiska, nutida och planerade spårvägssystem i Sverige. Se även Trådbuss i Sverige.

## Förteckning över orter som har eller har haft spårväg
Det finns olika uppfattningar om vilka svenska orter som ska räknas som "spårvägsstäder". En utförlig förteckning står att finna hos Svenska Spårvägssällskapet.
| Ort                       | Artikel                                                       | Framdrivning                | Period                      | Spårvidd (mm) | Spår                                                                        | Fordonsfärg                                                                 | Fordonsfärg                                                                 | Fordonsfärg                                                                 | Fordonsfärg                                                                 | Fordonsfärg                                                                 | Ref.          |
| Ort                       | Artikel                                                       | Framdrivning                | Period                      | Spårvidd (mm) | Spår                                                                        | Äldre                                                                       | Äldre                                                                       | Nyare                                                                       | Nyare                                                                       | Nyare                                                                       | Ref.          |
| ------------------------- | ------------------------------------------------------------- | --------------------------- | --------------------------- | --- | --------------------------------------------------------------------------- | --------------------------------------------------------------------------- | --------------------------------------------------------------------------- | --------------------------------------------------------------------------- | --------------------------------------------------------------------------- | --------------------------------------------------------------------------- | ------------- |
| Gävle                     | Gävle Stads Spårvägar                                         | El                          | 1909-1956                   | 1435 | Enkel-                                                                      | Gulvit                                                                      | Röd                                                                         |                                                                             |                                                                             |                                                                             | [ 1 ]         |
| Göteborg                  | Göteborgs spårväg                                             | Häst                        | 1879-1902                   | 1000 | Enkel-                                                                      | Brun                                                                        | Brun                                                                        |                                                                             |                                                                             |                                                                             | [ 2 ]         |
| Göteborg                  | Göteborgs spårväg                                             | El                          | 1902-fortfarande            | 1435 | Dubbel-                                                                     | Vit                                                                         | Blå                                                                         | Ljusblå                                                                     | Blå                                                                         | Blå                                                                         | [ 2 ]         |
| Helsingborg               | Helsingborgs stads spårvägar                                  | El                          | 1903-1967                   | 1435 | Dubbel-                                                                     | Vit                                                                         | Blå                                                                         |                                                                             |                                                                             |                                                                             | [ 4 ]         |
| Jönköping                 | Jönköpings spårvägar                                          | El                          | 1907-1958                   | 1435 |                                                                             | Vit                                                                         | Blå                                                                         |                                                                             |                                                                             |                                                                             | [ 5 ]         |
| Karlskrona                | Karlskrona stads spårvägar                                    | El                          | 1910-1949                   | 1435 | Enkel-                                                                      | Vit                                                                         | Blå                                                                         |                                                                             |                                                                             |                                                                             | [ 6 ]         |
| Kiruna                    | Spårvägen i Kiruna                                            | El Stads- spårväg           | 1907-1958                   | 1000 |                                                                             | Vit                                                                         | Blå                                                                         |                                                                             |                                                                             |                                                                             | [ 7 ] [ 8 ]   |
| Kiruna                    | Spårvägen i Kiruna                                            | El Gruv- spårväg            | 1953-1961                   | 1435 |                                                                             |                                                                             |                                                                             |                                                                             |                                                                             |                                                                             |               |
| Lidingö                   | Lidingöbanorna                                                | El                          | 1914-fortfarande            | 1435 | Blandat                                                                     | Venetianskt röd                                                             | Venetianskt röd                                                             | Vit                                                                         | Blå                                                                         | Blå                                                                         | [ 9 ] [ 10 ]  |
| Lidingö                   | Lidingöbanorna                                                | El                          | 1914-fortfarande            | Brukar räknas som en del av Stockholm Var 1925-1967 hopkopplat med Stockholms spårvägsnät. Utgår från Ropsten, som tillhör Stockholms innerstad. |                                                                             |                                                                             |                                                                             |                                                                             |                                                                             |                                                                             |               |
| Limhamn (nuvarande Malmö) | Extern                                                        | Häst                        | 1900-1914                   | 891 |                                                                             |                                                                             |                                                                             |                                                                             |                                                                             |                                                                             |               |
| Ljunghusen                | Extern                                                        | Häst                        | 1905-1924                   | 891 |                                                                             |                                                                             |                                                                             |                                                                             |                                                                             |                                                                             |               |
| Lund                      | Lunds spårväg                                                 | El                          | 2020-fortfarande            | 1435 | Dubbel-                                                                     |                                                                             |                                                                             | Grön                                                                        | Grön                                                                        | Grön                                                                        | [ 11 ]        |
| Malmö                     | Malmö stads spårvägar                                         | Häst                        | 1887-1907                   | 1435 | Enkel-                                                                      |                                                                             |                                                                             |                                                                             |                                                                             |                                                                             | [ 12 ]        |
| Malmö                     | Malmö stads spårvägar                                         | El                          | 1906-1973                   | 1435 | Dubbel-                                                                     | Vit                                                                         | Grön                                                                        |                                                                             |                                                                             |                                                                             | [ 12 ]        |
| Mölndal                   | Göteborgs spårväg                                             | Göteborgs spårväg           | 1907-fortfarande            | Brukar räknas som en del av Göteborg | Brukar räknas som en del av Göteborg                                        | Brukar räknas som en del av Göteborg                                        | Brukar räknas som en del av Göteborg                                        | Brukar räknas som en del av Göteborg                                        | Brukar räknas som en del av Göteborg                                        | Brukar räknas som en del av Göteborg                                        | [ 13 ]        |
| Nacka                     | Tvärbanan                                                     | Tvärbanan                   | 2017-fortfarande            | Brukar räknas som en del av Stockholm. | Brukar räknas som en del av Stockholm.                                      | Brukar räknas som en del av Stockholm.                                      | Brukar räknas som en del av Stockholm.                                      | Brukar räknas som en del av Stockholm.                                      | Brukar räknas som en del av Stockholm.                                      | Brukar räknas som en del av Stockholm.                                      |               |
| Norrköping                | Norrköpings spårvägar                                         | El                          | 1904-fortfarande            | 1435 | Dubbel-                                                                     | Vit                                                                         | Gul                                                                         | Orange                                                                      | Vit                                                                         | Grön                                                                        | [ 14 ] [ 15 ] |
| Ramlösa                   | Extern                                                        | Häst                        | 1877-1890                   | 891 |                                                                             |                                                                             |                                                                             |                                                                             |                                                                             |                                                                             |               |
| Ramlösa                   |                                                               | El                          | 1924-1967                   | Som en del av Helsingborg | Som en del av Helsingborg                                                   | Som en del av Helsingborg                                                   | Som en del av Helsingborg                                                   | Som en del av Helsingborg                                                   | Som en del av Helsingborg                                                   | Som en del av Helsingborg                                                   |               |
| Skön                      | Spårvägs AB Sundsvall-Skön                                    | El                          | 1925-1952                   | Brukar räknas som en del av Sundsvall | Brukar räknas som en del av Sundsvall                                       | Brukar räknas som en del av Sundsvall                                       | Brukar räknas som en del av Sundsvall                                       | Brukar räknas som en del av Sundsvall                                       | Brukar räknas som en del av Sundsvall                                       | Brukar räknas som en del av Sundsvall                                       |               |
| Solna                     | Sundbybergsbanan                                              | Sundbybergsbanan            | 1887-1959                   | Brukar räknas som en del av Stockholm. Se Stockholm för spårvidd och färger                                                                      | Brukar räknas som en del av Stockholm. Se Stockholm för spårvidd och färger | Brukar räknas som en del av Stockholm. Se Stockholm för spårvidd och färger | Brukar räknas som en del av Stockholm. Se Stockholm för spårvidd och färger | Brukar räknas som en del av Stockholm. Se Stockholm för spårvidd och färger | Brukar räknas som en del av Stockholm. Se Stockholm för spårvidd och färger | Brukar räknas som en del av Stockholm. Se Stockholm för spårvidd och färger |               |
| Solna                     | Tvärbanan                                                     | Tvärbanan                   | 2013-fortfarande            | Brukar räknas som en del av Stockholm. Se Stockholm för spårvidd och färger                                                                      | Brukar räknas som en del av Stockholm. Se Stockholm för spårvidd och färger | Brukar räknas som en del av Stockholm. Se Stockholm för spårvidd och färger | Brukar räknas som en del av Stockholm. Se Stockholm för spårvidd och färger | Brukar räknas som en del av Stockholm. Se Stockholm för spårvidd och färger | Brukar räknas som en del av Stockholm. Se Stockholm för spårvidd och färger | Brukar räknas som en del av Stockholm. Se Stockholm för spårvidd och färger |               |
| Stockholm                 | Spårvagnstrafik i Stockholm                                   | Spårvagnstrafik i Stockholm | Spårvagnstrafik i Stockholm | Spårvagnstrafik i Stockholm | Spårvagnstrafik i Stockholm                                                 | Spårvagnstrafik i Stockholm                                                 | Spårvagnstrafik i Stockholm                                                 | Spårvagnstrafik i Stockholm                                                 | Spårvagnstrafik i Stockholm                                                 | Spårvagnstrafik i Stockholm                                                 | [ 16 ]        |
| Stockholm                 | Stockholms Södra Spårvägs AB                                  | Häst                        | 1887-1901                   | 1435 |                                                                             |                                                                             |                                                                             |                                                                             |                                                                             |                                                                             | [ 16 ]        |
| Stockholm                 | Stockholms Södra Spårvägs AB                                  | Ånga                        | 1887-1901                   | 1435 |                                                                             |                                                                             |                                                                             |                                                                             |                                                                             |                                                                             | [ 16 ]        |
| Stockholm                 | Stockholms Södra Spårvägs AB                                  | El                          | 1901-1917                   | 1435 |                                                                             |                                                                             |                                                                             |                                                                             |                                                                             |                                                                             | [ 16 ]        |
| Stockholm                 | Stockholms Nya Spårvägs AB                                    | Häst                        | 1877-1905                   | 1435 |                                                                             |                                                                             |                                                                             |                                                                             |                                                                             |                                                                             | [ 16 ]        |
| Stockholm                 | Stockholms Nya Spårvägs AB                                    | El                          | 1904-1916                   | 1435 |                                                                             |                                                                             |                                                                             |                                                                             |                                                                             |                                                                             | [ 16 ]        |
| Stockholm                 | AB Stockholms Spårvägar Från 1967: Storstockholms Lokaltrafik | El                          | 1917-fortfarande            | 1435 | Dubbel-                                                                     | Vit                                                                         | Blå                                                                         | Spårväg City: Blå                                                           |                                                                             |                                                                             | [ 16 ]        |
| Stockholm                 | AB Stockholms Spårvägar Från 1967: Storstockholms Lokaltrafik | Bensin                      | 1924-1929                   | 1435 |                                                                             |                                                                             |                                                                             |                                                                             |                                                                             |                                                                             | [ 16 ]        |
| Stocksund                 | Långängsbanan räknas ofta som järnväg efter 1934              | El                          | 1911-1934                   | 1435 | Enkel-                                                                      | Ofärgad träpanel                                                            | Ofärgad träpanel                                                            |                                                                             |                                                                             |                                                                             |               |
| Stocksund                 | Långängsbanan räknas ofta som järnväg efter 1934              | El                          | 1934-1966                   | 891 |                                                                             |                                                                             |                                                                             |                                                                             |                                                                             |                                                                             |               |
| Sundbyberg                | Sundbybergsbanan                                              | Sundbybergsbanan            | 1928-1959                   | Brukar räknas som en del av Stockholm. Se Stockholm för spårvidd och färger                                                                      | Brukar räknas som en del av Stockholm. Se Stockholm för spårvidd och färger | Brukar räknas som en del av Stockholm. Se Stockholm för spårvidd och färger | Brukar räknas som en del av Stockholm. Se Stockholm för spårvidd och färger | Brukar räknas som en del av Stockholm. Se Stockholm för spårvidd och färger | Brukar räknas som en del av Stockholm. Se Stockholm för spårvidd och färger | Brukar räknas som en del av Stockholm. Se Stockholm för spårvidd och färger |               |
| Sundbyberg                | Tvärbanan                                                     | Tvärbanan                   | 2013-fortfarande            | Brukar räknas som en del av Stockholm. Se Stockholm för spårvidd och färger                                                                      | Brukar räknas som en del av Stockholm. Se Stockholm för spårvidd och färger | Brukar räknas som en del av Stockholm. Se Stockholm för spårvidd och färger | Brukar räknas som en del av Stockholm. Se Stockholm för spårvidd och färger | Brukar räknas som en del av Stockholm. Se Stockholm för spårvidd och färger | Brukar räknas som en del av Stockholm. Se Stockholm för spårvidd och färger | Brukar räknas som en del av Stockholm. Se Stockholm för spårvidd och färger |               |
| Sundsvall                 | Sundsvalls Spårvägs AB samt Spårvägs AB Sundsvall-Skön        | El                          | 1910-1952                   | 1435 |                                                                             |                                                                             |                                                                             |                                                                             |                                                                             |                                                                             |               |
| Ulricehamn                | Spårvägen i Ulricehamn                                        | El                          | 1911 (Aldrig i trafik)      | 1000 | Enkel-                                                                      | Vit                                                                         | Blå                                                                         |                                                                             |                                                                             |                                                                             | [ 17 ]        |
| Uppsala                   | Uppsala spårvägar                                             | El Stads- spårväg           | 1906-1953                   | 1435 | Enkel-                                                                      | Vit                                                                         | Blå                                                                         |                                                                             |                                                                             |                                                                             | [ 18 ]        |
| Uppsala                   | Uppsala spårvägar                                             | El Mälar- linjen            | 1928-1953                   | 1435 | Enkel-                                                                      | Gräddvit                                                                    | Gräddvit                                                                    |                                                                             |                                                                             |                                                                             | [ 18 ]        |
| Vadstena                  | Vadstena hospitalsbana                                        | Hästdragen godsspårväg      | c:a 1900-1930               | 600? | Enkel-                                                                      | ?                                                                           | ?                                                                           |                                                                             |                                                                             |                                                                             | [ 19 ]        |

1. ↑  Göteborgs spårvägars designprogram från 1977[3]. Den nya färgsättningen infördes successivt på vagnar som genomgick huvudrevision. Från början av 2000-talet har man i betydligt raskare takt återgått till den äldre färgsättningen, dock i ett något annorlunda designprogram där skarven mellan den cremevita och blåa färgen placerats längre ner, nedanför istället för ovanför linjenummervisningen på sidorna på vagntyp M28 och M29.
2. ↑  Lidingöbanan räknades tidigare officiellt som järnväg, men omklassificerades 2009 till spårväg. Efter Lidingöbrons färdigställande 1925 blev Lidingöbanorna två linjer (20 och 21) i samtrafik med Stockholms spårvägsnät, dock som separata företag.
3. ↑  Vid de senaste årens lackeringar av Norrköpings spårvagnar har orange åter blivit mer gult.

## Jämförelse av nuvarande och planerade system
Nedan visas en jämförelse mellan de existerande spårvägssystemen i Sverige. Även system som är under konstruktion är inkluderade. För existerande system som har linjer under uppbyggnad visas siffror efter utbyggnaden är klar inom parentes. För enklare jämförelse mellan städer har Stockholms spårvägar slagits ihop. På grund av redovisningsskillnader i antalet resande visas här både antalet passagerare per dygn och per år. Även kostnadstäckningsgraden (KTG), det vill säga hur stor andel av trafikkostnaden täcks av biljettintäkter, redovisas.
| System                  | Antal linjer | Antal hållplatser | Banlängd totalt | Passagerare per dygn         | Passagerare per år | KTG            | Linjer                          | Banlängd linje  | Passagerare per dygn, linje | Passagerare per år, linje |
| ----------------------- | ------------ | ----------------- | --------------- | ---------------------------- | ------------------ | -------------- | ------------------------------- | --------------- | --------------------------- | ------------------------- |
| Göteborgs spårväg       | 12 (13)      | 131               | 160 km          | 342 350(genomsnitt, 2024)    | 125 300 000 (2024) | Uppgift saknas | Linje 1                         | 15,6 km         | -                           | -                         |
| Göteborgs spårväg       | 12 (13)      | 131               | 160 km          | 342 350(genomsnitt, 2024)    | 125 300 000 (2024) | Uppgift saknas | Linje 2                         | 12,9 km         | -                           | -                         |
| Göteborgs spårväg       | 12 (13)      | 131               | 160 km          | 342 350(genomsnitt, 2024)    | 125 300 000 (2024) | Uppgift saknas | Linje 3                         | 12,7 km         | -                           | -                         |
| Göteborgs spårväg       | 12 (13)      | 131               | 160 km          | 342 350(genomsnitt, 2024)    | 125 300 000 (2024) | Uppgift saknas | Linje 4                         | 19,3 km         | -                           | -                         |
| Göteborgs spårväg       | 12 (13)      | 131               | 160 km          | 342 350(genomsnitt, 2024)    | 125 300 000 (2024) | Uppgift saknas | Linje 5                         | 13,8 km         | -                           | -                         |
| Göteborgs spårväg       | 12 (13)      | 131               | 160 km          | 342 350(genomsnitt, 2024)    | 125 300 000 (2024) | Uppgift saknas | Linje 6                         | 24,6 km         | -                           | -                         |
| Göteborgs spårväg       | 12 (13)      | 131               | 160 km          | 342 350(genomsnitt, 2024)    | 125 300 000 (2024) | Uppgift saknas | Linje 7                         | 21,1 km         | -                           | -                         |
| Göteborgs spårväg       | 12 (13)      | 131               | 160 km          | 342 350(genomsnitt, 2024)    | 125 300 000 (2024) | Uppgift saknas | Linje 8                         | 21,3 km         | -                           | -                         |
| Göteborgs spårväg       | 12 (13)      | 131               | 160 km          | 342 350(genomsnitt, 2024)    | 125 300 000 (2024) | Uppgift saknas | Linje 9                         | 20,6 km         | -                           | -                         |
| Göteborgs spårväg       | 12 (13)      | 131               | 160 km          | 342 350(genomsnitt, 2024)    | 125 300 000 (2024) | Uppgift saknas | Linje 10                        | 8,8 km          | -                           | -                         |
| Göteborgs spårväg       | 12 (13)      | 131               | 160 km          | 342 350(genomsnitt, 2024)    | 125 300 000 (2024) | Uppgift saknas | Linje 11                        | 21,8 km         | -                           | -                         |
| Göteborgs spårväg       | 12 (13)      | 131               | 160 km          | 342 350(genomsnitt, 2024)    | 125 300 000 (2024) | Uppgift saknas | Linje 12                        | Uppgift saknas  | Öppnar december 2025        | -                         |
| Göteborgs spårväg       | 12 (13)      | 131               | 160 km          | 342 350(genomsnitt, 2024)    | 125 300 000 (2024) | Uppgift saknas | Linje 13                        | 7,9 km          | -                           | -                         |
| Norrköpings spårvägar   | 2            | 50                | 18,7 km         | 16 457 (genomsnitt, 2024)    | 6 023 152 (2024)   | 72,8% (2024)   | Linje 2                         | 11,8 km         | 9 838                       | 3 600 535                 |
| Norrköpings spårvägar   | 2            | 50                | 18,7 km         | 16 457 (genomsnitt, 2024)    | 6 023 152 (2024)   | 72,8% (2024)   | Linje 3                         | 9,2 km          | 6 619                       | 2 422 617                 |
| Spårvägarna i Stockholm | 5(6)         | 61                | 39 km           | 127 000 (vintervardag, 2022) | Information saknas | Uppgift saknas | Spårväg City                    | 5 km            | 10 000                      | -                         |
| Spårvägarna i Stockholm | 5(6)         | 61                | 39 km           | 127 000 (vintervardag, 2022) | Information saknas | Uppgift saknas | Lidingöbanan                    | 9 km            | 13 000                      | -                         |
| Spårvägarna i Stockholm | 5(6)         | 61                | 39 km           | 127 000 (vintervardag, 2022) | Information saknas | Uppgift saknas | Nockebybanan                    | 6 km            | 9 000                       | -                         |
| Spårvägarna i Stockholm | 5(6)         | 61                | 39 km           | 127 000 (vintervardag, 2022) | Information saknas | Uppgift saknas | Tvärbanan (2 linjer)            | 19 km           | 95 000                      | -                         |
| Spårvägarna i Stockholm | 5(6)         | 61                | 39 km           | 127 000 (vintervardag, 2022) | Information saknas | Uppgift saknas | Spårväg Syd                     | Under planering | -                           | -                         |
| Lunds spårväg           | 1            | 9                 | 5,5 km          | 4 489 (genomsnitt, 2024)     | 1 643 091 (2024)   | 12% (2022)     | Linje 1                         | 5,5 km          | 4 489                       | 1 643 091                 |
| Uppsala spårväg         | (2)          | 22                | 17 km           | -                            | -                  | -              | Uppsala C-Gottsunda-Bergsbrunna | Uppgift saknas  | Öppnar 2029                 | -                         |
| Uppsala spårväg         | (2)          | 22                | 17 km           | -                            | -                  | -              | Uppsala C-Ultuna-Bergsbrunna    | Uppgift saknas  | Öppnar 2029                 | -                         |

1. ↑  I Göteborg finns även en museal linje, Ringlinien, med ett flertal äldre spårvagnar.
2. ↑  I Norrköping förekommer även museal trafik (linje 1), med en handfull äldre spårvagnar.

## Museispårvägar
För motsvarande sammanställningar av museal trafik, se Museispårvägar i Sverige.

## Spårvagnstyper i reguljär trafik
Vagntyperna är sorterade efter antal sittplatser. M06 och A34 är skilda lokala beteckningar för en och samma modell.
| Modell | Stad       | Antal sittpl. [pl] | Tåglängd [mm] | Tomvikt [t] | Tågtyp        | Antal enh.[st] | Max. kont. eff. [MW] | Kontaktledn sp [V] | Drivmotor     | Korgbredd [cm] | Sth [km/h] | Start               |
| ------ | ---------- | ------------------ | ------------- | ----------- | ------------- | -------------- | -------------------- | ------------------ | ------------- | -------------- | ---------- | ------------------- |
| M32    | Göteborg   | 83                 | 29.350        | 36,8        | motorvagnståg | 5              | 0,424                | 750 DC             | ?             | 265            | (80)       | 2006                |
| M31    | Göteborg   | 83                 | 30.660        | 33,0        | motorvagnståg | 3              | 0,300                | 750 DC             | ---           | 265            | ---        | 1984 (ombyggd 1998) |
| A32    | Stockholm  | 78                 | 29.070        | 37,5        | motorvagnståg | 3              | 0,480                | 700 DC             | ---           | 265            | ---        | 1999                |
| M06    | Norrköping | 64                 | 30.000        | 40,0        | motorvagnståg | 3              | 0,420                | 750 DC             | ---           | 240            | ---        | 2006                |
| A34    | Stockholm  | 64                 | 30.000        | 40,0        | motorvagnståg | 3              | 0,420                | 750 DC             | ---           | 240            | 70         | 2010                |
| M97 II | Norrköping | 57                 | 25.645        | 25,0        | motorvagnståg | ---            | 0,240                | 750 DC             | ---           | ---            | ---        | ---                 |
| M94    | Norrköping | 40                 | 19.095        | 20,0        | motorvagn     | 2              | 0,240                | 750 DC             | ---           | ---            | ---        | (1966)              |
| M28    | Göteborg   | 38                 | 15.132        | ---         | motorvagn     | 1              | 0,176                | 750 DC             | ASEA LJB 23-1 | 265            | 60         | 1965                |
| M29    | Göteborg   | 36                 | 15.100        | 17          | motorvagn     |                | 0,2                  | 750 DC             | ---           |                | 60         | 1969                |
| M67    | Norrköping | 28                 | 12.250        | 13,2        | motorvagn     | 1              | 0,120                | 750 DC             | ---           | 236            | 60         | 1966                |
| A35    | Stockholm  | 72                 | 30.800        |             | motorvagnståg | 3              | 0,480                | 750 DC             |               | 265            | 90         | 2013                |
| A36    | Stockholm  | 104                | Ca 40 m       |             | motorvagnståg | 4              | 0,480                | 750 DC             |               | 265            | 90         | 2015                |

## Spårvagnstillverkare i Sverige
Största historiska spårvagnstillverkare i Sverige är ASEA, Hägglund & Söner och Aktiebolaget Svenska Järnvägsverkstäderna (ASJ) och därutöver tillverkade trafikbolag själva spårvagnar. Andra företag byggde om och reparerade fordon. Sedan 2000 saknas inhemska spårvagnstillverkare.
Senare levererade spårvagnar till Norrköping och Göteborg kommer från Bombardier Transportation i Tyskland, Göteborg har även spårvagnar från Ansaldobreda i Italien, samt till Stockholm från Bombardier i Tyskland och Construcciones y Auxiliar de Ferrocarriles (CAF) i Spanien.

## Definitioner
I svensk lagstiftning, enligt klassificering som görs av Transportstyrelsen, finns tre typer av spåranläggningar: järnväg, spårväg och tunnelbana.
Gränsen mellan järnväg och spårväg är inte entydig. Den viktigaste skillnaden är att järnvägar bygger på så "'aktiv säkerhet", innebärande att fordonsrörelserna regleras genom ett signalsystem, medan för spårvagnar normalt används "passiv säkerhet", innebärande att de måste kunna stanna på siktsträckan. Det finns dock spårvägar med aktivt signalsystem, till exempel Tvärbanan, samtidigt som  vissa järnvägsspår, särskilt industrispår, har sikt som enda säkerhetssystem. Spårvägar går också ofta på samma mark som vägtrafik. Tunnelbana, varav det i Sverige endast finns Stockholms tunnelbana, definieras i Sverige som en spårväg som går helt skild från all övrig trafik.[källa behövs]

## Historik

### Från hästspårvägar till elspårvägar
Under slutet av 1800-talet etableras begreppet spårväg för en enklare form av järnväg, för lättare spårfordon med lägre krav, som därför kunde byggas billigare. Sveriges första formella spårväg var sträckan mellan Ramlösa hälsobrunn och Ramlösa havsbadhus. Trafiken startade i juni 1877 och drevs under sommarmånaderna fram till och med 1890. Banan är en av tre historiska hästspårvägar med säsongstrafik; de andra gick mellan Limhamns station och stranden i Sibbarp (juli 1900-september 1914) och mellan Ljunghusens station och stranden på Falsterbonäsets södra sida. Linjen i Ljunghusen drevs mellan maj 1905 och augusti 1924 och var den sista hästspårvägen i drift i Sverige. De tre säsongsspårvägarna hade alla spårvidden 891 mm (tre svenska fot), i motsats till flertalet stadsspårvägar, som har haft 1435 mm normalspår. Det etablerades också ett antal ångspårvägar i Skåne.
Även i Sveriges tre största städer byggdes spårvägar tidigt, till en början som hästspårvägar. Stockholms Nya Spårvägs AB startade trafik 10 juli 1877. Linjenätet omfattade Staden mellan broarna och de norra malmarna. En linje sträckte sig fram till Norra kyrkogården i Solna socken. Sträckan längs Strandvägen och Djurgårdsvägen ingick redan från start, och är därmed den äldsta spårvägssträckan, som idag är i drift i Sverige, även om den varit nedlagd under några år.
År 1879 startade trafik med hästspårvagnar på ett nybyggt nät av meterspår i Göteborg. År 1887 var turen kommen till Malmö. Samma år startade Stockholms Södra Spårvägs AB två linjer på Södermalm i Stockholm. Den ena linjen gick på den backiga Hornsgatan och blev därför Sveriges enda ångspårväg i innerstadsmiljö.
Djursholmsbanan öppnades 1890 som en ångspårväg med tanken att införa direkta tåg till Stockholms innerstad via Roslagsbanan. Till en början gick dock tågen endast till Roslagsbanans slutpunkt vid Stockholms östra station. När Djursholmsbanan införlivades med Roslagsbanan 1893 omklassades den till järnväg, men det fanns en fortsatt önskan att via en ny spårväg nå centrala Stockholm. Därför byggdes ett enkelt spår längs med Engelbrektsgatan. Sträckan trafikerades med hästspårvagn från 3 november 1894 och med genomgående elektriska tåg på sträckan Humlegården–Djursholm från 15 maj 1895. Sträckan längs Engelbrektsgatan förblev dock spårväg och blev därför Sveriges första elektriska spårväg och Stockholms enda smalspåriga spårväg. Trafiken lades ned 1960.

### Spårvägens storhetstid
Den första elektriska spårvägstrafiken i Sverige installerades i Stockholm 1901. Under tiden fram till Första världskriget byggdes elektriska spårvägar i de nio största städerna i Sverige, samt i Sundsvall som var en något mindre stad men hade flera förstäder. Spårväg byggdes även i gruvsamhället och mönsterstaden Kiruna, samt i Ulricehamn, där trafiken dock aldrig kom igång. Flera spårvägsstäder hade även linjer till angränsande orter och kommuner. Bland annat byggdes två linjer på Lidingö.
I Stockholm, Göteborg och Malmö ersattes de relativt enkla och huvudsakligen enkelspåriga hästspårvägarna med elektriska spårvägar av högre standard, som även drogs ut till nya förstäder. Först 1922 kopplades det norra och det södra nätet i Stockholm samman. 1925 kopplades de båda Lidingöbanorna (Norra Lidingöbanan och Södra Lidingöbanan) samman med Stockholms spårvägsnät.
I Göteborg byttes meterspår till normalspår i samband med elektrifieringen 1902. Stadsspårvägen i Kiruna och spårvägen i Ulricehamn hade också meterspår. Spåret på Engelbrektsgatan samt de tre skånska säsongsspårvägarna hade spårvidden 891 mm. I övrigt har alla svenska spårvägar varit normalspåriga.
1911 startade en kort matarbana till Roslagsbanan på sträckan Stocksund-Långängstorp. Den elektrifierade, normalspåriga banan kallades Långängsbanan och räknades juridiskt som en spårväg. 1934 byggdes den om till Roslagsbanans spårvidd 891 mm, och omklassificerades då till järnväg. Banan lades ned 1966.
Sveriges enda bensindrivna spårväg gick från den 14 april 1924 på sträckan mellan Karlaplan och Frihamnen i Stockholm. 1 mars 1929 ersattes den av buss.
Många svenska städer hade spårvägsplaner under tidigt 1900-tal, men inga nya system etablerades efter Första världskriget. De system som hade etablerats fortsatte dock att byggas ut under de följande decennierna. Stockholms spårvägsnät var som mest omfattande 1946.

### Spårvägens nedgångstid
Under loppet av 1900-talet kom spårvägen att bli alltmer ifrågasatt. Den växande bilismen under 1920-talet och framförallt efterkrigstiden ledde till att spårvägen ofta ansågs försvåra övrig trafiks framkomlighet. Det ansågs att spårvägens trafikuppgift hellre kunde skötas av lokaltrafikbussar. Trådbussen representerade en mellanväg. Trådbussar etablerades i Göteborg 1940 och i Stockholm 1941. Båda systemen lades ned 1964, i Göteborg då man sanerade stadsdelarna Masthugget och Majorna och i Stockholm inför högertrafikomläggningen.
I de största städerna var spårtrafik fortfarande nödvändig, men skulle då hellre gå trafikseparerad, till exempel i tunnlar. 
I Stockholm resulterade flera decennier av utredningar i ett tunnelbanesystem, vars första delar hade trafikstart 1950. Flera av spårvägens förortsbanor flyttades över till tunnelbanesystemet (Södertunneln samt delar av Enskedebanan 1950, delar av Örbybanan 1951, Ängbybanan 1952 samt Fruängenbanan 1964). I Göteborg presenterades 1967 ett förslag på stadsbana, som innebar att spårvägen skulle läggas i tunnlar i centrala staden. Angeredsbanan, vars första delar öppnade 1969, var tänkt att utgöra en del av den framtida stadsbanan och trafikeras i vänstertrafik för att möjliggöra mittplattformar. Banan har med tiden införlivats i Göteborgs spårvägsnät.
Under decennierna efter Andra världskriget lades flertalet spårvägar i Sverige ned. Särskilt omfattande var nedläggningarna i samband med högertrafikomläggningen 1967. Den sista större nedläggningen skedde år 1973 då Limhamnslinjen, Malmös sista kvarvarande spårvägslinje, lades ned.
Endast två svenska städer valde att behålla spårvägen som kärnan i kollektivtrafiken: Göteborg och Norrköping. Ända in på 1990-talet var båda systemen nedläggningshotade, men det förekom ändå att nya sträckor byggdes. I Norrköping förlängdes en linje till Klockaretorpet i två etapper, invigda 1975 respektive 1980.
I Stockholmsregionen har två äldre linjer överlevt. Nockebybanan är en förortsbana som har fungerat som matarbana till tunnelbanan sedan 1952. (Södra) Lidingöbanan har tidvis räknats som järnväg, men är sedan 2009 klassad som spårväg.

### Spårvägens renässans
Under 1970-talet etablerades i Tyskland och USA en mer positiv syn på spårvägar. Vid denna tid introducerades även det engelska begreppet light rail och det motsvarande tyska Stadtbahn. Under 1980-talet utvecklades den moderna låggolvsspårvagnen i Schweiz och Frankrike. Frankrike var också först ut med att se spårvägsutbyggnad inte enbart som trafikprojekt utan som bärande delar i stadsförnyelse. Sedan den moderna spårvägens återkomst i Nantes (1985) och Grenoble (1987) har flera spårvägssystem etablerats i större och mellanstora franska städer som ett led i att främst vitalisera städernas centra. Metoden att arbeta med spårvägar på detta sätt har spritt sig utanför Frankrike, till främst Spanien, Italien, och Storbritannien, men även till exempel Norge med den nya Bybanen i Bergen som invigdes 2010. Spårvägens renässans runt om i världen har sedermera fått sitt genombrott även i Sverige, med utbyggnader i Stockholm och Norrköping, men även planer på helt nya system i flera andra städer.
I Göteborg var spårvägen nedläggningshotad så sent som 1993, men i stället beslöt kommunen att satsa på att utveckla spårvägen. 1998 inleddes projektet Kringen med syftet att skapa en ringlinje i centrala Göteborg. Projektet omfattade bland annat Chalmerstunneln, som invigdes 2000 och Evenemangsstråket i Skånegatan, som invigdes 2003. Spårvägen längs Södra Älvstranden (Badhuslänken) öppnades för trafik i augusti 2015 och skapade en ny förbindelse mellan Järntorget och Brunnsparken via den nya terminalen Stenpiren som blir en knutpunkt för både spårväg, buss och älvbåtar.
En linje till Norrköpings folkrika sydöstra förorter har diskuterats sedan 1940-talet, men inte förverkligats förrän under 2000-talet. Sträckan har byggts ut i tre etapper: till Ljura 10 september 2006, till Trumpetaregatan i Hageby 21 oktober 2010 och till Kvarnberget i Navestad (Ringdansen) 21 oktober 2011.
I Stockholm har spårvägen återvänt. I mitten av 1980-talet lanserades idén att utnyttja gamla industrispår kring Stockholms innerstad för att skapa en sammanhängande snabbspårväg "på tvären". Banan tänktes gå i en hästskoform från Nacka till Ropsten. Projektet resulterade i Tvärbanan, vars första delar hade trafikstart 2000.
En museispårväg till Djurgården diskuterades från 1970-talet, och stod färdig 1991. Det fanns redan då tankar om att förlänga den till Stockholms centralstation och utnyttja den för reguljär trafik. Sedan 23 augusti 2010 sker reguljär trafik på Spårväg Citys första etapp, mellan Sergels torg och Waldemarsudde.
Den sammanlagda banlängden för Sveriges spårvägar var 146 kilometer 2021.
År 2003 gjorde dessutom trådbussen comeback, med en några kilometer lång linje i Landskrona.
Det sedan 1910 första nybyggda spårvägsnätet i en stad som inte hade spårväg innan blev Lunds spårväg, som invigdes i december 2020.

## Framtid
I de fyra spårvägsstäderna Stockholm, Göteborg, Lund och Norrköping pågår eller planeras ytterligare utbyggnader.

### Stockholm
Tvärbanan är för närvarande (2023) under utbyggnad mot Kista/Helenelund. Sträckan till Ursviks torg beräknas vara klar under 2023 och sträckan till Helenelund beräknas vara klar 2025.
De olika spårvägslinjerna i Storstockholm skulle kunna fogas samman till ett sammanhängande system. En 18 km lång linje mellan Älvsjö och Flemingsberg, Spårväg syd, diskuteras, med trafikstart Omkring 2031. På längre sikt, till 2050, diskuteras stadsspårväg på busslinje 4:as rutt mellan Gullmarsplan och Frihamnen, på busslinje 5 mellan Solna station och Årstaberg samt busslinje 6 Sundbyberg-Ropsten.
I december 2022 klubbade Region Stockholm ett beslut om att Spårväg city ska byggas ut till Norra Djurgårdsstaden. Investeringen beräknas gå på 5 miljarder kronor.

### Göteborg
I Göteborg finns planer på att bygga ut på sikt, inom ramen för projektet K2020. Sträckan Lilla Torget-Järntorget började byggas 2013 och blev klar 2015. Sträckan Hisingsbron -Eriksberg är en sträcka som det pratas mest om. Det har även byggts en ny vagnhall kallad Ringön, då tidigare hallar inte klarar av de kommande spårvagnarna av typ M33.

### Norrköping
I Norrköping diskuteras en rad förslag till utbyggnader av spårvägen, varav de som ligger närmast till hands gäller Kungsgatan i västra innerstaden och en ny linje till Ektorp–Vilbergen–Vrinnevisjukhuset i stadens södra delar. Därutöver talar regionens politiker gärna om en möjlig utbyggnad till grannkommunen Söderköpings kommun.

### Skåne
Det finns ett samarbete mellan Region Skåne och Skånes tre största kommuner: Malmö, Helsingborg och Lund. Beslut om Lunds spårväg fattades 2015, och invigningen ägde rum i december 2020. Även för de två andra städerna har diskussioner förts om spårväg. I Skåne har också regionala linjer diskuterats bland annat mellan Helsingborg och Höganäs, mellan Lund och Dalby, mellan Lund och Staffanstorp samt mellan Malmö och Vellinge.

### Uppsala
I Uppsala har man sedan 2010 utrett möjligheten att bygga spårväg. Projektet kallas Uppsala spårväg och 2021 fattade kommunfullmäktige i Uppsala beslut om att gå vidare med spårvägsbygget. Spårvägen planeras gå från Centralstationen till en planerad järnvägsstation i Bergsbrunna med två avgreningar. En gren kommer gå via Rosendal och Gottsunda och den andra kommer gå via Ulleråker och Ultuna. Byggstart är planerad till 2024 och spårvägen förväntas stå färdig 2029.

### Linköping
I Linköping finns ambitionen att på sikt bygga spårväg längs bussbanan LinkLink. Det finns även tankar om att på sikt koppla samman Linköping och Norrköping i ett regionalt nät, trafikerat av duospårvagnar. Våren 2023 valde dock Linköpings kommun att lämna föreningen Spårvagnsstäderna, vilket tolkades som att det inte kommer att bli någon spårväg under överskådlig framtid.

### Jönköping
Relativt konkreta spårvägsplaner finns även i Jönköping, men här fanns 2023 ännu inga politiska beslut i frågan. En spårvägslinje på 14,4 kilometer har skisserats mellan Råslätt i söder över Skeppsbron/Södra Munksjön, Västra Centrum och Östra Centrum till Esplanaden i Huskvarna.